# Золочевка (Тернопольская область)
Золочевка (укр. Золочівка) — село в Козовской поселковой общине Тернопольского района Тернопольской области Украины.
До 2020 года входило в Козовский район.
Код КОАТУУ — 6123082003. Население по переписи 2001 года составляло 326 человек.

## Географическое положение
Село Золочевка находится на левом берегу реки Стрыпа,
выше по течению на расстоянии в 0,5 км расположено село Глинная,
ниже по течению на расстоянии в 0,5 км расположено село Медовая.

## История
- 1514 год — дата основания.

## Объекты социальной сферы
- Школа I ст.